# Квашнин, Юрий Алексеевич
Юрий Алексеевич Квашнин (24 ноября 1964 года, Москва, СССР) — фигурист из СССР, серебряный призёр призёр чемпионата СССР 1984 года, бронзовый призёр призёр чемпионата СССР 1983 года, двукратный чемпион мира среди юниоров (1982 и 1983), участник Олимпийских игр 1984 года  в парном катании.

## Биография
Выступал с Мариной Австрийской, как военнослужащий за ЦСКА. Пара стала чемпионом мира среди юниоров в 1982 и 1983 годах, бронзовым призёром чемпионата СССР 1983 года и серебряным призёром чемпионата СССР 1984 года, на олимпийских играх 1984 года пара заняла 9 место.
Мастер спорта СССР международного класса.

## Спортивные достижения
| Соревнования/Сезоны           | 1981–82 | 1982–83 | 1983–84 |
| ----------------------------- | ------- | ------- | ------- |
| Зимние Олимпийские игры       |         |         | 9       |
| Чемпионаты Европы             |         | 5       | 5       |
| Чемпионаты мира среди юниоров | 1       | 1       |         |
| Чемпионаты СССР               |         | 3       | 2       |
| NHK Trophy                    |         | 3       |         |